# Ectatops
Ectatops is een geslacht van wantsen uit de familie van de Pyrrhocoridae (Vuurwantsen). Het geslacht werd voor het eerst wetenschappelijk beschreven door Amyot & Audinet-Serville in 1843.

## Soorten
Het genus bevat de volgende soorten:

- Ectatops funebris Stehlik, 2006
- Ectatops fusous Stål, 1871
- Ectatops gelanor Kirkaldy & Edwards, 1902
- Ectatops gracilicornis Stål, 1863
- Ectatops imitator (Walker, 1873)
- Ectatops indignus (Walker, 1873)
- Ectatops lateralis de Vuillefroy, 1864
- Ectatops limbatus Amyot & Serville, 1843
- Ectatops notatus Stehlik & Jindra, 2006
- Ectatops obscurus Vuillefroy, 1864
- Ectatops ophthalmicus (Burmeister, 1835)
- Ectatops riedeli Stehlik & Jindra, 2008
- Ectatops rubiaceus Amyot & Serville, 1843
- Ectatops schoenitzeri Stehlik & Jindra, 2008
- Ectatops signoreti Distant, 1910
- Ectatops webbi Stehlík, 2006